# 馮僕
馮僕（550年—580年代？），字龙贤，号独统，出自长乐冯氏，南北朝岭南地方官，南朝陈新会（今广东新会）人，高凉太守冯宝和冼夫人之子。
永定二年（558年）九岁的馮僕受母亲之命，率领岭南官员、俚族诸首领归附南陈。馮僕到建康朝觐，陈武帝念其父母之功，命他为阳春郡太守。陈宣帝太建元年（569年）十月，欧阳纥反陈，召他至南海（今广州市），诱与作乱。冯僕奉母命和章昭达一起出兵平叛，次年，擒获欧阳纥，封信都侯，平越中郎将、石龙郡（治今广东化州东北）太守。陈后主至德年间（583年－586年）冯僕去世。隋朝追赠崖州总管、宋康郡公。儿子冯魂、冯暄、冯盎。